# Jacob Gole

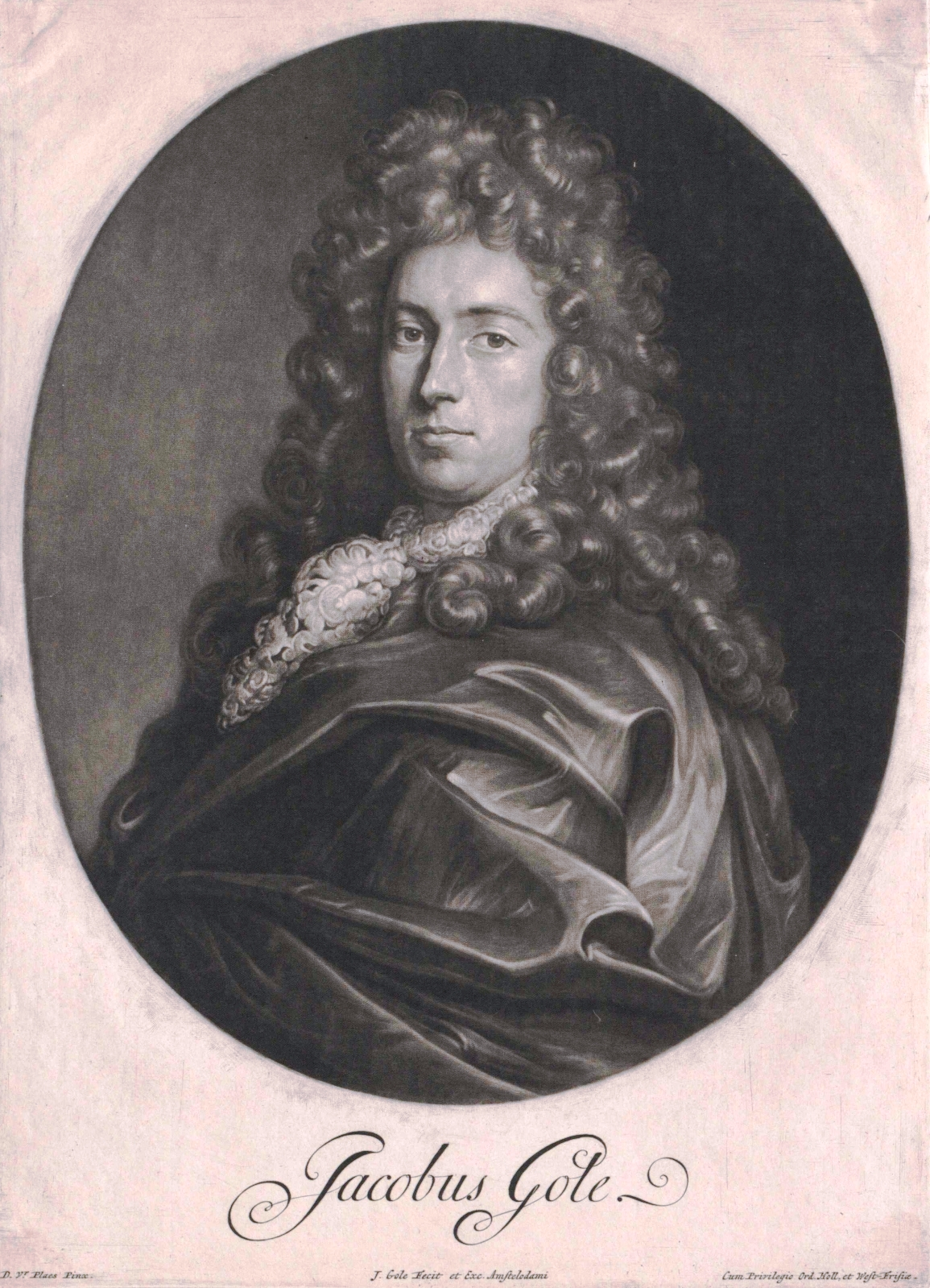
Jacobus Gole, nach David van der Plaes

Jacob Gole (* 1660 in Amsterdam; † 1737 ebenda) war ein niederländischer Zeichner, Kupferstecher und Verleger.
Sein Leben ist bisher kaum erforscht. Er hat viele bekannte Persönlichkeiten seiner Zeit porträtiert, wie z. B. Wilhelm III. von Oranien-Nassau, Papst Innozenz XI., Philipp von Frankreich, Ludwig XIV., Johann III. Sobieski,  Friedrich August I. von Sachsen, Friedrich Wilhelm von Brandenburg und Kara Mustafa Pascha. Auch ein Porträt Rembrandts ist von ihm bekannt.